# Ypsilothuriidae
De Ypsilothuriidae zijn een familie van zeekomkommers uit de orde Dendrochirotida.

## Geslachten
- Echinocucumis Sars, 1859
- Ypsilocucumis Panning, 1949
- Ypsilothuria Perrier, 1886